# Incendie du palais de justice de Bruxelles
L’incendie du palais de justice de Bruxelles survint le 3 septembre 1944, soit juste un jour avant la libération de Bruxelles, lors de la débâcle allemande. 

## Contexte
Nous sommes pendant la Seconde guerre mondiale, alors que troisième Reich occupe Bruxelles depuis le 17 mai 1940. La ville sera libérée le lendemain du début de l'incendie, le 4 septembre 1944, par la 2e armée britannique.

## Causes
Le feu aurait été bouté par la gestapo quittant les lieux, secondée par des membres du VNV et du mouvement Rex tentant par là de détruire des documents compromettants,. 

## L'incendie
Les pompiers de Bruxelles, aidés par la population, lutèrent pendant deux jours avant de venir à bout de l’incendie.

## Conséquences

### Destructions
La coupole en cuivre du palais s'écroulera sous l'action de la chaleur intense. Une enquête, placée sous la direction de l'ancien ministre de la Justice Antoine Delfosse, est ouverte après la libération.

### Pillages
Les caves du palais furent pillées par la population lors de l'incendie. Elle emporta notamment l'alcool et les victuailles qui y étaient stocké.